# نات‌وست
نات‌وست (گیلی اسکاتلندی: NatWest) شرکت خدمات مالی و بانکداری اسکاتلندی است، که در سال ۱۹۶۸ تأسیس شد.